# Phaloe pyste
Phaloe pyste là một loài bướm đêm thuộc phân họ Arctiinae, họ Erebidae.